# Prudnik (rzeka)
Prudnik (również Wielka Prądna, cz. Prudník, niem. Prudnik, Braune) – rzeka w południowo-zachodniej Polsce i północno-wschodnich Czechach, lewobrzeżny dopływ Osobłogi, długości 36,07 km. Jedna z czterech głównych rzek Gór Opawskich odwadniająca północne stoki pasma.
W 1255 czeski szlachcic Wok z Rożemberka wzniósł w zakolu rzeki Prudnik gotycki zamek, wokół którego powstało miasto Prudnik. Linią rzeki Prudnik do 1337 roku przebiegała granica Śląska i Moraw. Obecnie rzeka rozgranicza Nizinę Śląską od Gór Opawskich. Przepływa przez województwo opolskie i kraj morawsko-śląski.

## Etymologia
Obecna nazwa jest zbohemizowaną postacią pierwotnej formy Prądnik, która pochodzi od rzeczownika prąd (prąd rzeczny, strumień, przepływ, wartkość – cz. proud, śl. prund) i oznaczającej rzekę o wartkim nurcie. Nazwa rzeki stała się również nazwą miasta leżącego nad jej brzegami (zob. miasto Prudnik). Nazwa rzeki i miasta była od średniowiecza zapisywana z u będącym czeskim i morawskim odpowiednikiem ą (1262 Pruthenos, 1331 Prudnik). W roku 1613 śląski regionalista i historyk Mikołaj Henel z Prudnika wymienił rzekę w swoim dziele o geografii Śląska pt. Silesiographia podając jej łacińską nazwę: Prudnica fl.. W swoim górnym biegu zwana także Wielką Prądną.

## Przebieg
Źródła rzeki Prudnik znajdują się na północnych zboczach góry Czapka w Górach Opawskich na wschód od wsi Konradów. Na początkowym odcinku stanowi granicę Parku Krajobrazowego Góry Opawskie. Przepływa przez wschodnią część Głuchołaz między Osiedlem Pionierów i Osiedlem Pasterówka. Następnie wpływa na obszar Obniżenia Prudnickiego i przepływa przez wsie Charbielin i Wierzbiec. Wpływa do miasta Prudnik, gdzie wpływa do niej jej największy dopływ Złoty Potok. W Prudniku przepływa w okolicy Jasionowego Wzgórza, Górki, Młyna Czyżyka i Lipna. W pobliżu ul. Bolesława Chrobrego nad rzeką zbudowany został jaz z przepławką. Następnie przebiega przez Jasionę, Skrzypiec i Dytmarów, po czym wpływa na teren Czech. Przepływa obok miejscowości Slezské Pavlovice i wpływa do rzeki Osobłogi pomiędzy Racławicami Śląskimi i Pomorzowicami, w pobliżu tak zwanej „czeskiej tamy”.

## Przyroda
Dolina Prudnika i stawy w okolicach Slezskich Pavlovic są obszarem lęgowym żurawi i innego ptactwa wodnego. Teren ten objęty jest ochroną rezerwatową.
Dno doliny rzeki to czwartorzędowe osady rzeczne tarasów holoceńskich w postaci namułów, iłów, mułków i madów. W strefach przykorytowych są to również piaski, żwiry i namuły den dolinnych najmłodsze wiekowo. W strefie górskiej dna dolin budują głównie gliny deluwialne. Na terenie miasta Prudnika dolina jest silnie przekształcona i uregulowana. W skali opracowania dolina tej rzeki ma znaczenie jako ponadlokalny korytarz ekologiczny. Jakość wód rzeki Prudnik w 2014 na przekroju pomiarowym w Dytmarowie pozwoliła zaliczyć rzekę do III klasy jakości.

### Ochrona
Dolina Prudnika przebiega przez wiele kompleksów leśnych (na przykład Las Niemysłowicki i Las Prudnicki). Rzeka przepływa przez różne obszary chronione.
Obejmujące Prudnik obszary chronione to między innymi:
- Park Krajobrazowy Góry Opawskie
- Rezerwat przyrody „Olszak”
- Rezerwat przyrody Velký Pavlovický rybník

## Dopływy

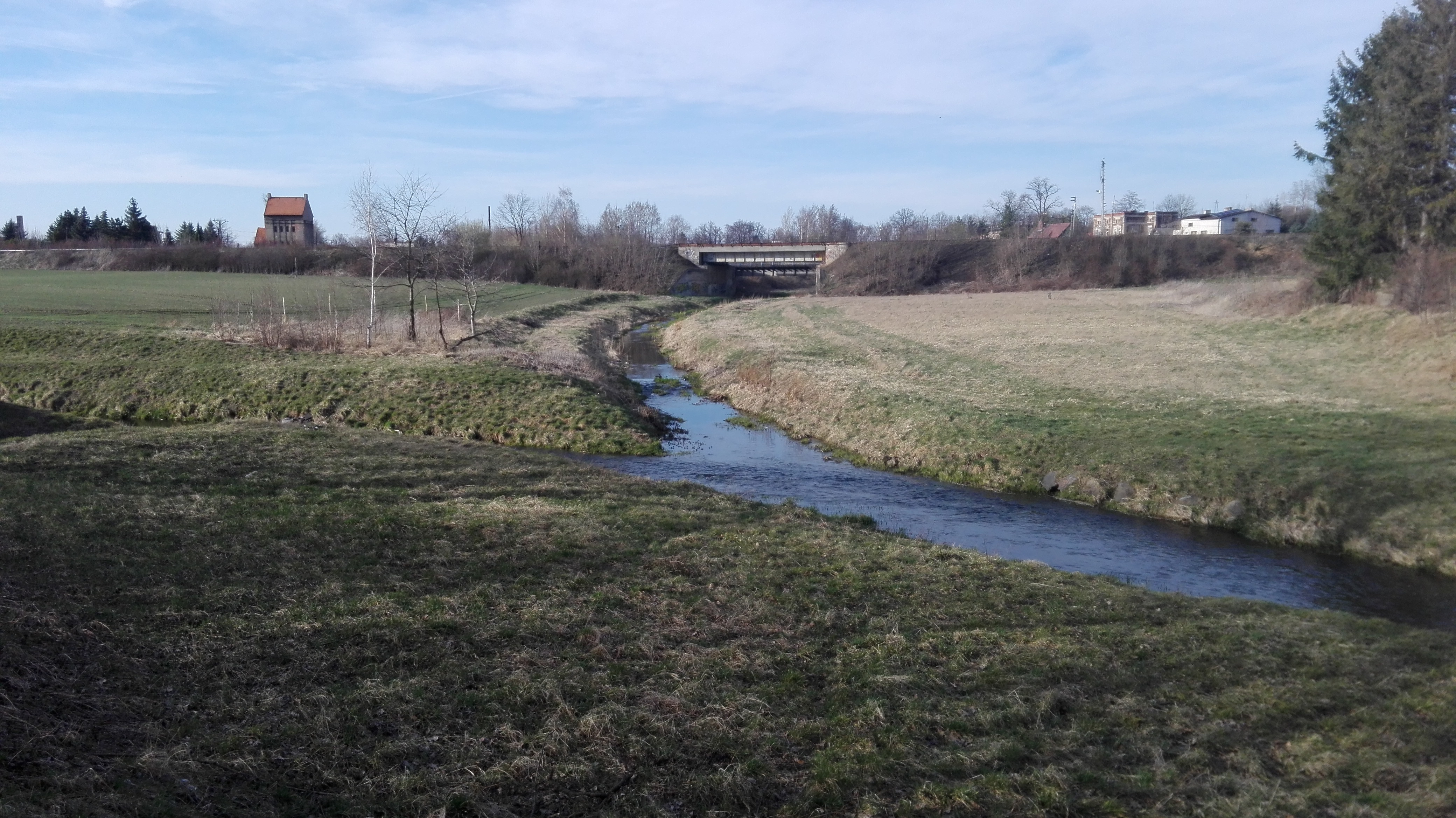
Miejsce wpływu Złotego Potoku do Prudnika

- Złoty Potok[14]
- Potoczyna[15]
- Trzebinka[16]
- Krzyżkowicki Potok[potrzebny przypis]

## Powodzie i regulacja rzeki

### 1903

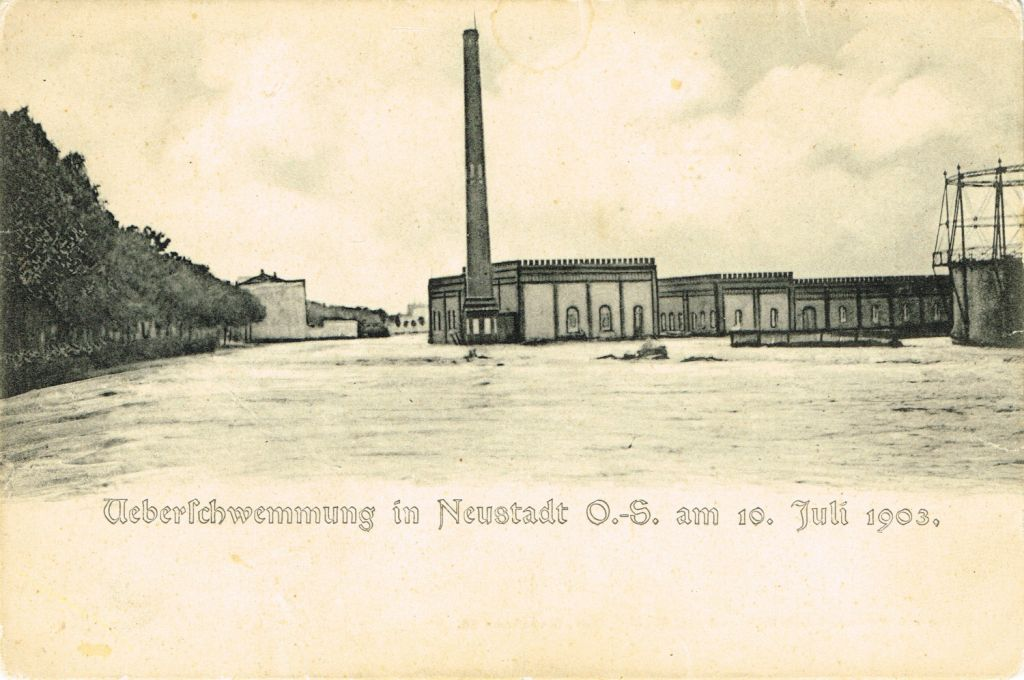
Zalana fabryka Fränkla podczas powodzi w 1903

9 i 10 lipca 1903 na południu Śląska doszło do fali opadów nawalnych, wyjątkowo intensywnych m.in. w dorzeczu Prudnika. W Prudniku woda zawaliła kilka domów na Taborach, a także zalała zakłady włókiennicze. W wyniku powodzi w Prudniku zginęła jedna osoba.

### 1977
W dniach 2–8 sierpnia 1977 miała miejsce pierwsza, mała powódź w zlewni rzeki Prudnik. Od 18 sierpnia opady nasiliły się, przybierając formę „oberwania chmury” po południu 21 sierpnia. Rekordowy przepływ wody na rzece Prudnik miał miejsce po południu i wieczorem 21 sierpnia oraz rano 22 sierpnia. Gwałtowny przybór wody odnotowano na dopływach rzeki Prudnik, głównie na Potoczynie. 21 sierpnia o godzinie 16-tej został przekroczony stan alarmowy na wodowskazie w Prudniku. O godzinie 20-tej odnotowano najwyższy stan na tym wodowskazie w dotychczasowej historii – 476 cm. Część wody wystąpiła z koryta rzeki i popłynęła ulicami miasta, wracając w koryto rzeki ok. pół kilometra dalej. Fala wezbraniowa znacznie uszkodziła wiadukt kolejowy w Prudniku przy ul. Słowiczej. W Szybowicach zginęła jedna osoba. Odnotowano straty w zwierzętach hodowlanych. Uszkodzone zostały budynki mieszkalne i gospodarcze.

### 1997
Rzeka Prudnik wylała 7 lipca 1997. Prudnik był pierwszym zalanym miastem w Polsce.

### 2010

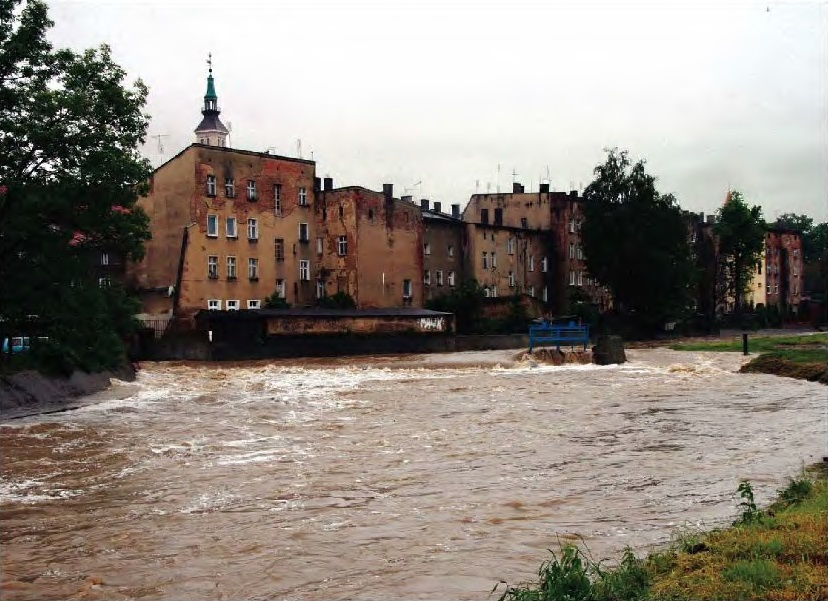
Podwyższony poziom rzeki w Prudniku (2 czerwca 2010)

2 czerwca 2010 woda zalała wsie w okolicy Prudnika (w tym m.in. Szybowice i Skrzypiec). Na terenie Prudnika poziom rzeki Prudnik podniósł się do 3 metrów, jednak woda nie wylała się poza koryto.

### 2020
13 października 2020 na wodowskazie w Prudniku został przekroczony stan alarmowy. Wojewoda opolski ogłosił alarm przeciwpowodziowy na terenie powiatu prudnickiego. Rzeka wylała w rejonie Skrzypca i Dytmarowa.

### 2024

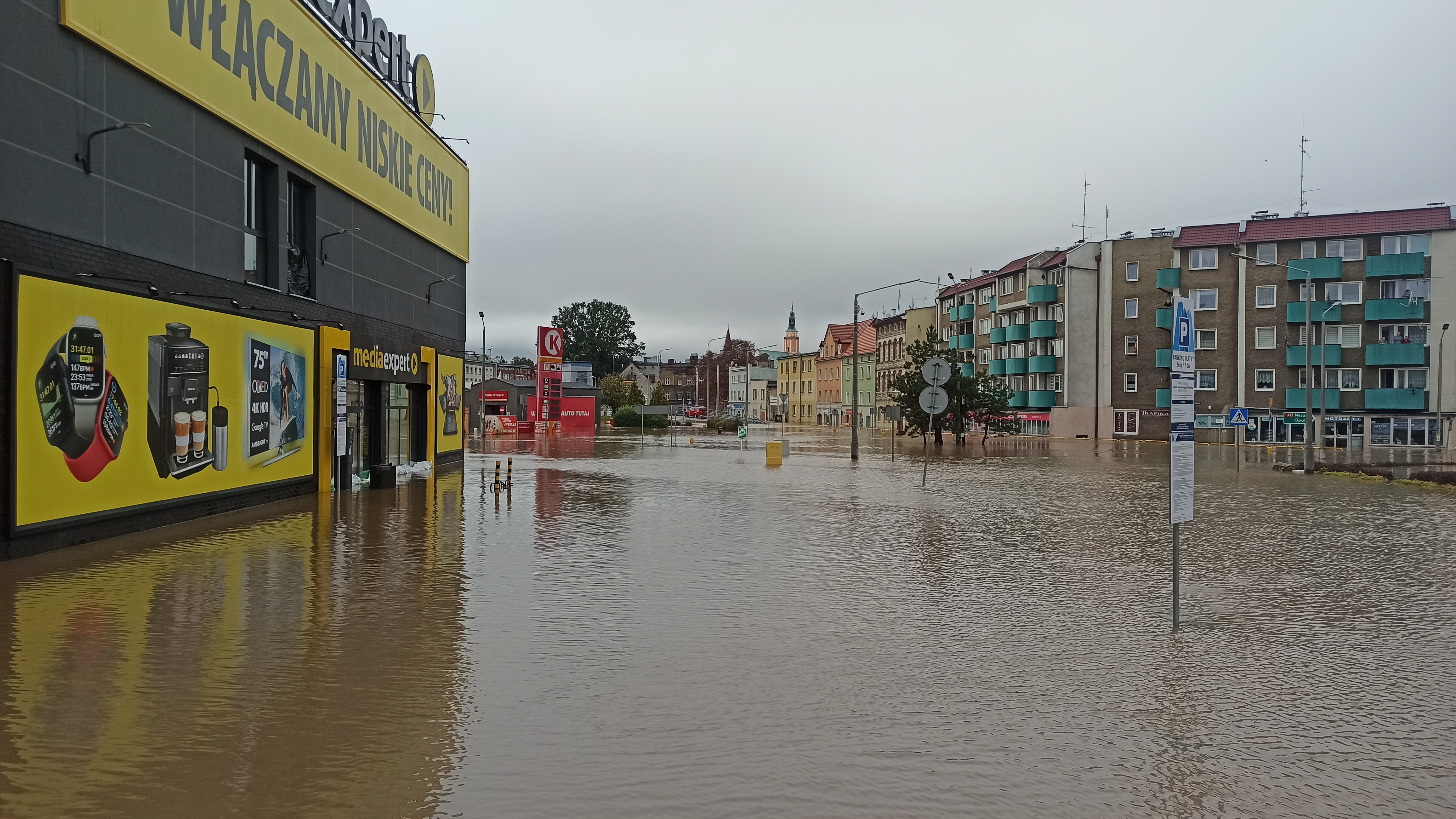
Zalana rejon ronda Żołnierzy Wyklętych w Prudniku (15 września 2024)

Poziom rzeki Prudnik przekroczył stan alarmowy 13 września 2024. Następnego dnia rzeka zalała wsie Wierzbiec, Skrzypiec, Trzebina i Krzyżkowice. W Prudniku ewakuowano mieszkańców ulic: Chrobrego, Kochanowskiego, Kołłątaja i Morcinka. 15 września 2024 rzeka zalała centrum Prudnika.

## Urbanizacja

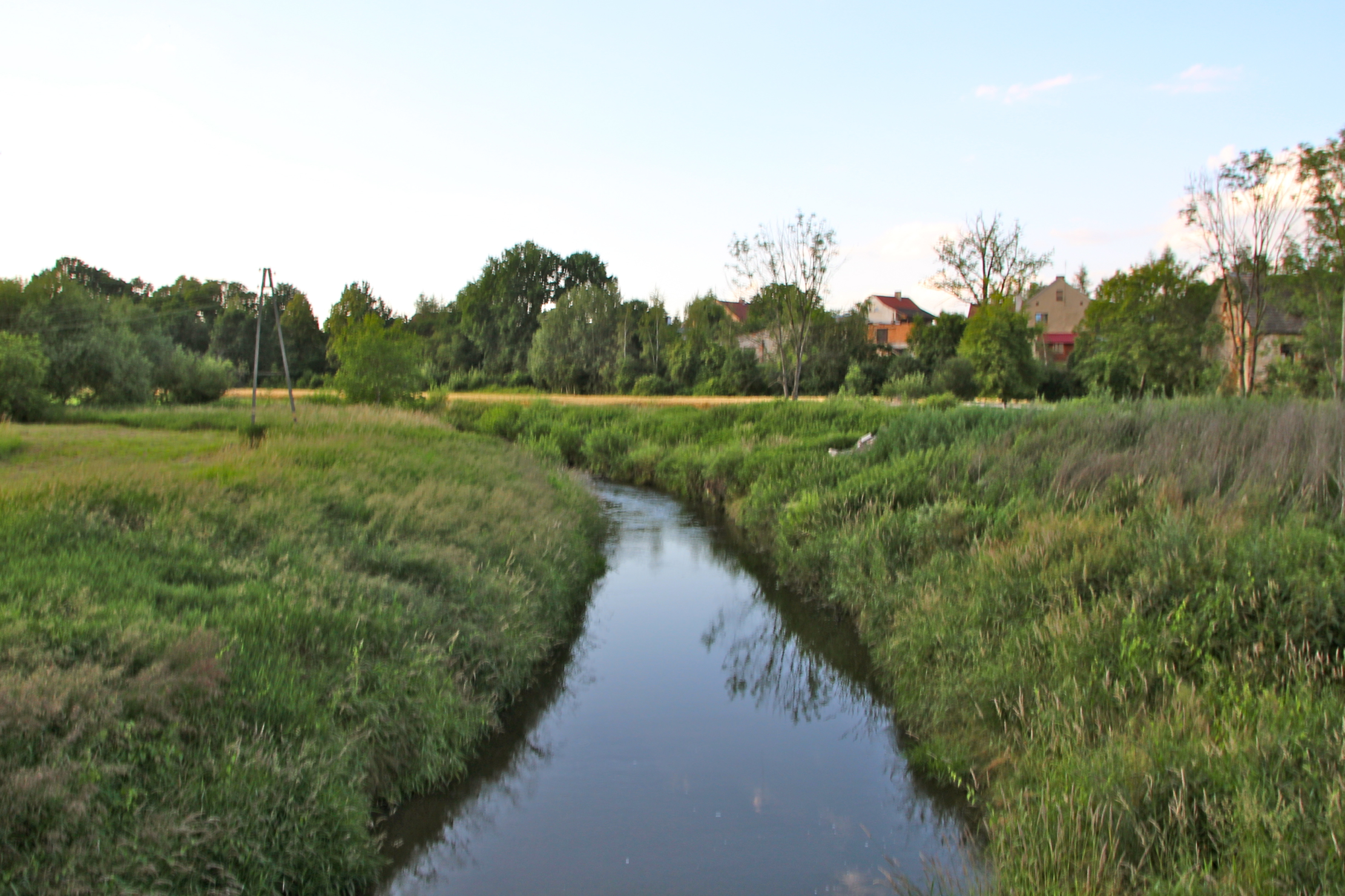
Rzeka Prudnik w Dytmarowie

Miejscowości położone nad Prudnikiem:

- Osiedle Pasterówka
- Charbielin
- Wierzbiec
- Prudnik
- Jasiona
- Skrzypiec
- Dytmarów
- Slezské Pavlovice

## Nawiązania i odniesienia w kulturze
Bohaterowie powieści Lato umarłych snów autorstwa niemieckiego pisarza Harry’ego Thürka, przedstawiającej sytuację Niemców w Prudniku tuż po II wojnie światowej, wielokrotnie przechodzili przez „garbaty mostek” nad rzeką Prudnik. Wspomniany w powieści został również jaz w pobliżu ul. Chrobrego.
Polski malarz Mieczysław Saar w 1991 namalował obraz Dolina Prudnika.